# تاکسی

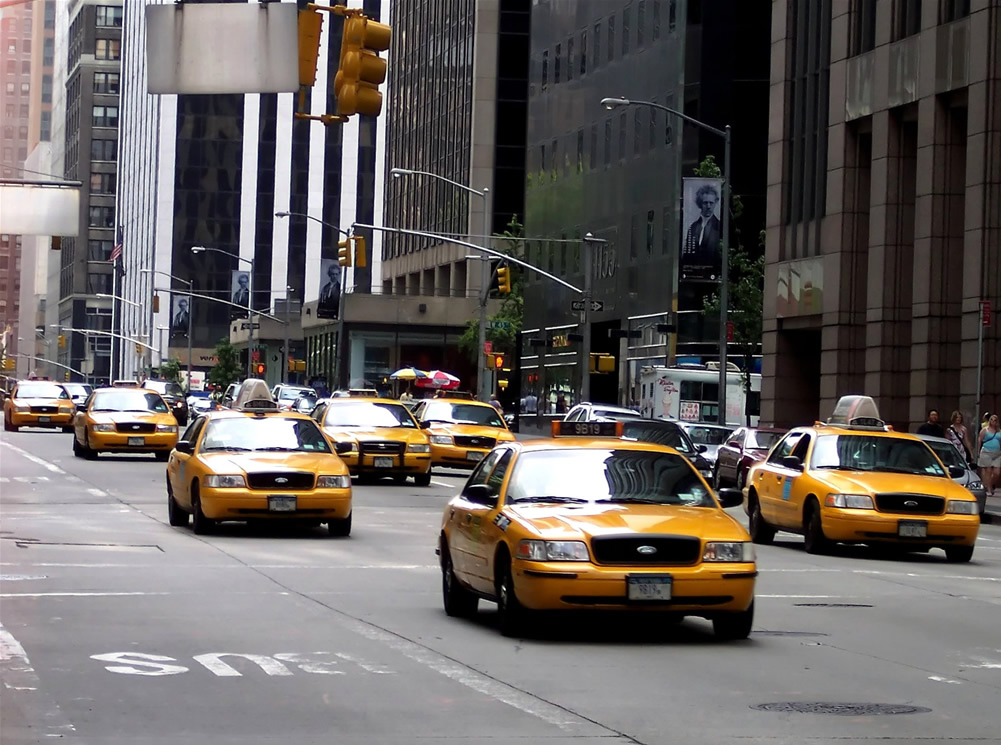
تاکسی‌های زرد در نیویورک سیتی

تاکسی (وام‌واژه از زبان فرانسوی، به فرانسوی: taxi‎) یا تَکسی (تلفظ انگلیسی، رایج در فارسی افغانستان) یک وسیله حمل و نقل عمومی است که برای ترابری مسافر به کار می‌رود. تاکسی معمولاً یک خودرو دارای مجوز برای حمل و نقل افراد است که با با رنگ متمایز یا یک نشان بر بالای آن مشخص می‌شود. تاکسی از وسایل نقلیه کرایه‌ای به حساب می‌آید که بیشتر برای مسافرت‌های کوتاه و درون‌شهری مورد استفاده است.

## انواع تاکسی

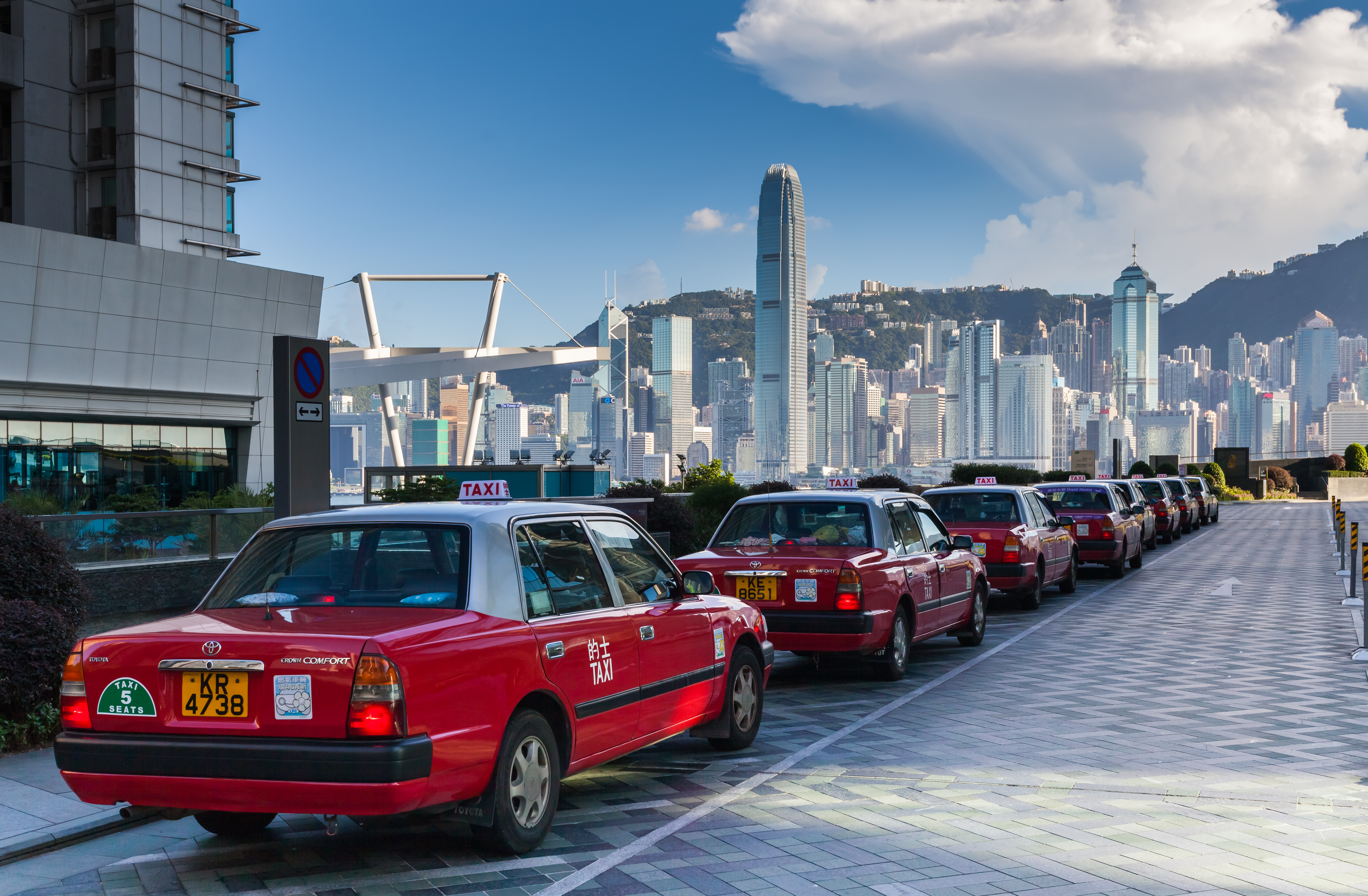
تاکسی‌های کشور هنگ کنگ

هرچند بیشتر تاکسی‌ها از نوع خودروهای شخصی (اتومبیل) هستند اما در کشورهای مختلف برحسب ویژگی‌های جغرافیایی ممکن است تاکسی دریایی و نیز تاکسی هوایی نیز مورد استفاده قرار گیرند. تاکسی آبی قایق‌های مسافربری کوچک هستند و تاکسی هوایی ممکن است هلی کوپتر یا هواپیمای کوچکی باشد. تاکسی جنگلی سبزترین تاکسی جهان در ایران از جمله مشهورترین تاکسیهای جهان است

## در ایران
در ایران تاکسی‌ها به گروه‌های مختلفی تقسیم می‌شوند. سهمیه بنزین تاکسی‌های با مجوز، متفاوت و بیشتر از اتومبیل‌های شخصی است:
- تاکسی‌های عمومی: در بیشتر شهرهای ایران، تاکسی‌ها با رنگ زرد یا نارنجی مشخص شده‌اند. این تاکسی‌ها گاه دارای مسیر خاصی هستند و تنها مجاز به فعالیت در آن خط هستند. همچنین ممکن است مجبور باشند در روزهای خاصی از هفته فعالیت کنند. تاکسی‌های عمومی در ایران گرچه قابل کرایه کردن توسط یک فرد هستند اما بیشتر اوقات به صورت مشترک توسط مسافران یک مسیر خاص مورد استفاده قرار می‌گیرند. ظرفیت آنان چهار مسافر است. این نوع تاکسی‌ها ارزانترین تاکسی‌های مورد استفاده در شهرهای گوناگون ایران به حساب می‌آیند.
- تاکسی‌های خصوصی: این تاکسی‌ها که بیشتر با نام آژانس یا تاکسی تلفنی شناخته می‌شوند در شهرهای بزرگ بیشتر در سطح یک منطقه خاص فعالیت می‌کنند و اداره‌شان با شرکت‌های خصوصی (آژانس‌های تلفنی) است. این تاکسی‌ها به صورت کرایه‌ای و با درخواست تلفنی فعالیت می‌کنند و گاه برای مشتریان دائمی خود شماره عضویت تهیه می‌کنند. این تاکسی‌ها در تاریخ ۱۲ مهر ۱۳۴۸ در تهران راه اندازی شدند.

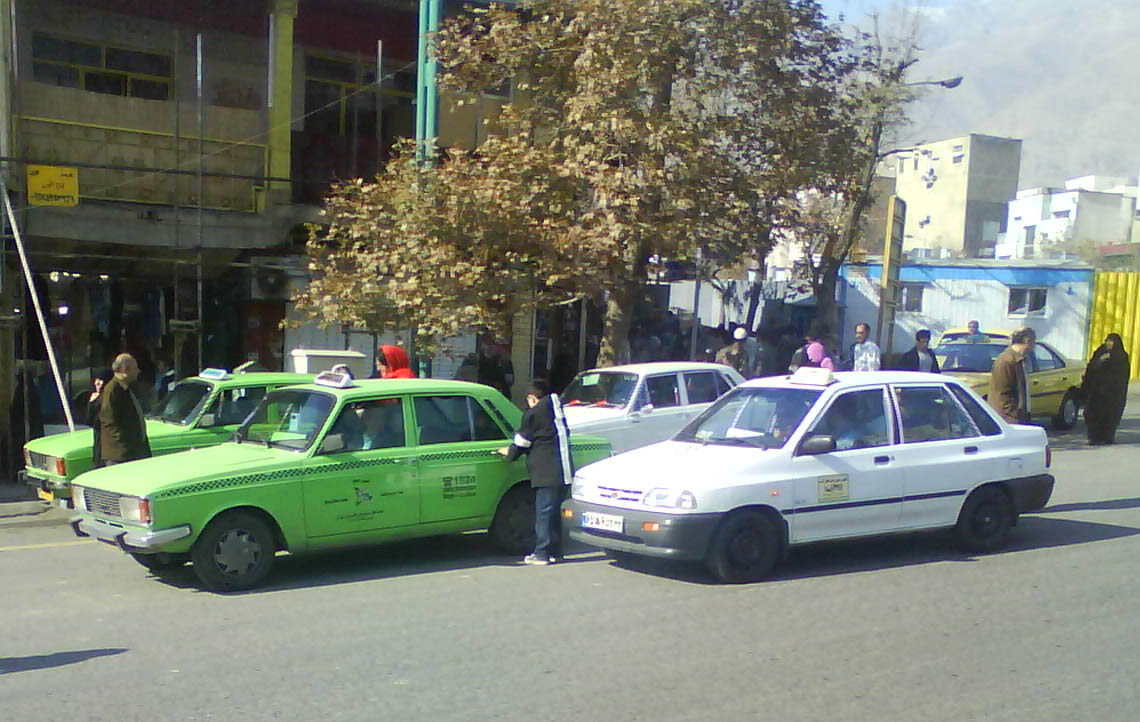
تاکسی‌های تهران، میدان تجریش-آذر۱۳۸۸

- تاکسی بی‌سیم: این نوع تاکسی که ابتدا در تهران توسط شرکت تعاونی تاکسیرانی تهران راه اندازی گردید در حدود نیم قرن است که به خدمات رسانی درون و برون‌شهری در ۳ شیفت شبانه‌روزی مشغول به کار است و سپس در اکثر کلانشهرها به خصوص مشهد، شیراز، اصفهان، تبریز، قزوین، قم، کرج و برخی شهرهای دیگر به این صورت فعالیت می‌کند که پس از تماس با شماره خاصی که در اکثر شهرها ۱۳۳ می‌باشد، و در تهران،اراک،خرم‌آباد،یزد شماره ۱۸۲۸ نیز فعال است و اعلام موقعیت خود پس از چند دقیقه تاکسی در محل اعلامی از سوی شما حاضر و به صورت کامل در اختیار شما قرار می‌گیرد.
- تاکسی ویژه: تاکسی‌هایی هستند که به صورت خاص برای مسیرهای خاصی تهیه شده‌اند. بیشتر این تاکسی‌ها در مسیر فرودگاه‌ها یا ترمینال‌های مسافربری کار می‌کنند
- تاکسی زنان: در تهران در سال‌های اخیر نوعی تاکسی ویژه زنان در تهران راه اندازی شده که تاکسی بیسیم بانوان نام دارد. تاکسی بیسیم تهران ویژه بانوان با خودروهای پراید ۱۴۱ و رانندگان آنان زن هستند. این نوع تاکسی هم‌اکنون در کلانشهرهایی که در قسمت تاکسی بیسیم توضیح داده شد فعالیت می‌کنند.
- تاکسی ون: درتهران و اکثر مراکز استان‌ها خودروهای ون که ظرفیتی بیش از تاکسی‌های سواری دارند (حدود۱۱)نفر درخطوط تاکسیرانی شهرها فعالیت دارند و از کرایه‌ای حدود۳۰٪پائین‌تر برخوردارند.
- تاکسی گردشگری: نخستین بار در شیراز و تبریز ناوگان تاکسی‌های گردشگری با ۱۴۷ تاکسی راه اندازی شد. رانندگان این تاکسی‌ها دارای آموزش‌های لازم در زمینه گردشگری هستند.[۱] با آموزش رانندگان تاکسی در سراسر کشور، قرار است طرح تاکسی گردشگری در شهرهای دیگر ایران نیز پیگیری شود.[۲]
- مسافربرهای شخصی: خودروهای شخصی مسافرکش در ایران شامل طیف وسیعی از خودروهای سواری به ویژه پیکان، پژو و پراید می‌شوند که بیشتر متعلق به افرادی است که به صورت آزادانه، تمام وقت یا پاره وقت به حمل مسافران می‌پردازند. این تاکسی‌ها عمدتاً در مسیر یا زمان خاصی کار نمی‌کنند و کرایه بیشتری در مقایسه با تاکسی‌های عمومی دریافت می‌کنند.[۳]
- تاکسی اسنپ:اسنپ (به انگلیسی: Snapp ) یکی از سرویس‌های برخط برای درخواست وسیله‌های نقلیه تاکسی و پیک موتوری است که از دی ماه سال ۱۳۹۲ فعالیت خود را آغاز کرد. مالکیت این نرم‌افزار متعلق به شرکت ایده گزین ارتباطات روماک است.[۱][۴][۵]
- تپسی یک سامانه هوشمند درخواست حمل‌ونقل آنلاین است که سفرهای درون شهری را راحت‌تر، امن‌تر و ارزان‌تر می‌کند.[۶][۷][۸][۳]

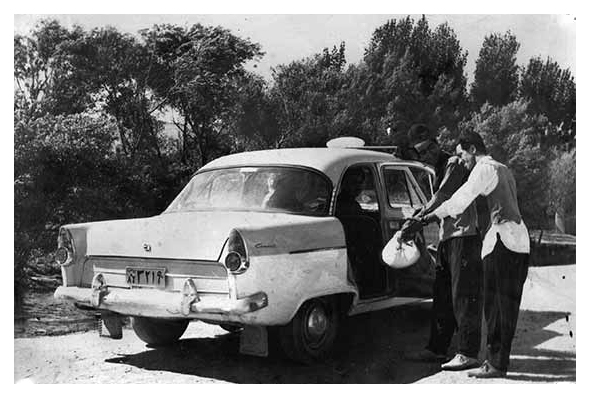
نخستین تاکسی در ایران

- تاکسی اینترنتی ماکسیم[۱][۲][۲]

### رنگ‌بندی تاکسی‌های ایران
تاکسی‌های عمومی ایران دارای نشانه و چراغ تاکسی در بالای خودرو هستند. رنگ تاکسی‌های عمومی در شهرهای مختف ایران متفاوت است.
- نارنجی: بیشتر شهرهای ایران دارای تاکسی‌های عمومی به رنگ نارنجی هستند. از جمله: تهران، اراک و…
- زرد: مشهد، تهران، قزوین نیشابور و…
- آبی: اصفهان، کرج.
- سبز: تهران و قزوین وغیره

در تهران تاکسی‌های مربوط به شرکت تاکسیرانی تهران و حومه (دولتی) زرد رنگ اند و تاکسی‌های مربوط به سایر شرکت‌های خصوصی سبز رنگ. اما قرار است به زودی همه تاکسی‌ها در تهران زرد رنگ باشند.